# Deji Aliu
Deji Aliu (ur. 22 listopada 1975 w Lagos) – nigeryjski lekkoatleta, sprinter, trzykrotny olimpijczyk (1996, 2000, 2004).

## Osiągnięcia
- brązowy medal mistrzostw świata juniorów (sztafeta 4 × 100 metrów, Seul 1992)[2]
- dwa złote medale mistrzostw Afryki juniorów (bieg na 100 metrów i bieg na 200 metrów, Algier 1994)[3]
- 2 medale mistrzostw świata juniorów (Lizbona 1994, złoto na 100 metrów oraz srebro na 200 metrów)[4]
- 2 medale igrzysk afrykańskich (złoto – bieg na 100 metrów, srebro – sztafeta 4 × 100 metrów, Abudża 2003)[5]
- brąz igrzysk olimpijskich (sztafeta 4 × 100 metrów Ateny 2004)[1]

W 1999 Aliu razem z kolegami z nigeryjskiej sztafety sięgnął po brąz mistrzostw świata; w 2005 podjęto decyzję o dyskwalifikacji Nigeryjczyków z powodu dopingu Innocenta Asonze.

## Rekordy życiowe
- bieg na 100 metrów – 9,95 (2002)
- bieg na 200 metrów – 20,25 (2003)
- bieg na 50 metrów (hala) – 5,61 (1999) rekord Afryki, 4. wynik w historii światowej lekkoatletyki
- bieg na 60 metrów (hala) – 6,48 (1999) rekord Nigerii